# CYGB
CYGB (англ. Cytoglobin) – білок, який кодується однойменним геном, розташованим у людей на короткому плечі 17-ї хромосоми. Довжина поліпептидного ланцюга білка становить 190 амінокислот, а молекулярна маса — 21 405.
| 10         |  | 20         |  | 30         |  | 40         |  | 50         |
| ---------- |  | ---------- |  | ---------- |  | ---------- |  | ---------- |
| MEKVPGEMEI |  | ERRERSEELS |  | EAERKAVQAM |  | WARLYANCED |  | VGVAILVRFF |
| VNFPSAKQYF |  | SQFKHMEDPL |  | EMERSPQLRK |  | HACRVMGALN |  | TVVENLHDPD |
| KVSSVLALVG |  | KAHALKHKVE |  | PVYFKILSGV |  | ILEVVAEEFA |  | SDFPPETQRA |
| WAKLRGLIYS |  | HVTAAYKEVG |  | WVQQVPNATT |  | PPATLPSSGP |  |            |

A: Аланін

C: Цистеїн

D: Аспарагінова кислота

E: Глутамінова кислота

F: Фенілаланін

G: Гліцин

H: Гістидин

I: Ізолейцин

K: Лізин

L: Лейцин

M: Метіонін

N: Аспарагін

P: Пролін

Q: Глутамін

R: Аргінін

S: Серин

T: Треонін

V: Валін

W: Триптофан

Задіяний у таких біологічних процесах, як транспорт, транспорт кисню. 
Білок має сайт для зв'язування з іонами металів, іоном заліза, гемом. 
Локалізований у цитоплазмі.